# ペトロの手紙二
『ペトロの手紙二』（ペトロのてがみに）は新約聖書正典中の公同書簡に分類されている一書で、伝承上は使徒のペトロ（ペテロ、ペトル）に帰せられている手紙の一つである。偽教師の誤った教えを攻撃しつつ、キリストの再臨が必ずあることを説く。いわゆる「終末の遅延」の問題を扱っている文書である。
記事名の『ペトロの手紙二』は新共同訳聖書での呼称で、ほかに『ペテロの後の書』（大正改訳）、『ペテロの第二の手紙』（口語訳）、『ペトロスの手紙II』（（旧）共同訳）『ペトロの第二の手紙』（バルバロ訳、フランシスコ会聖書研究所訳、岩波委員会訳）、『ペテロの手紙 第二』（塚本訳、新改訳）、『ペトルの後書』（日本正教会訳）などとも呼ばれる。以下、便宜上、「第二ペトロ書」と表記する。

## 概要
イエス・キリストの使徒であったペトロが、死を目前にした状況で書いたという体裁になっている書簡で、全3章で構成される。偽教師たちが説く偽りの教えを攻撃しつつ、最後の審判がいつになったら来るのかと揶揄する不信心者たちの誤りを指摘し、正しい信仰を堅持するように説いている。
実際の著者がペトロかどうかには議論があり、むしろペトロの名を借りて別人が執筆したとする説の方が有力である。その見地に立つ場合、成立は2世紀前半であろうとしばしば見なされている。

## 著者

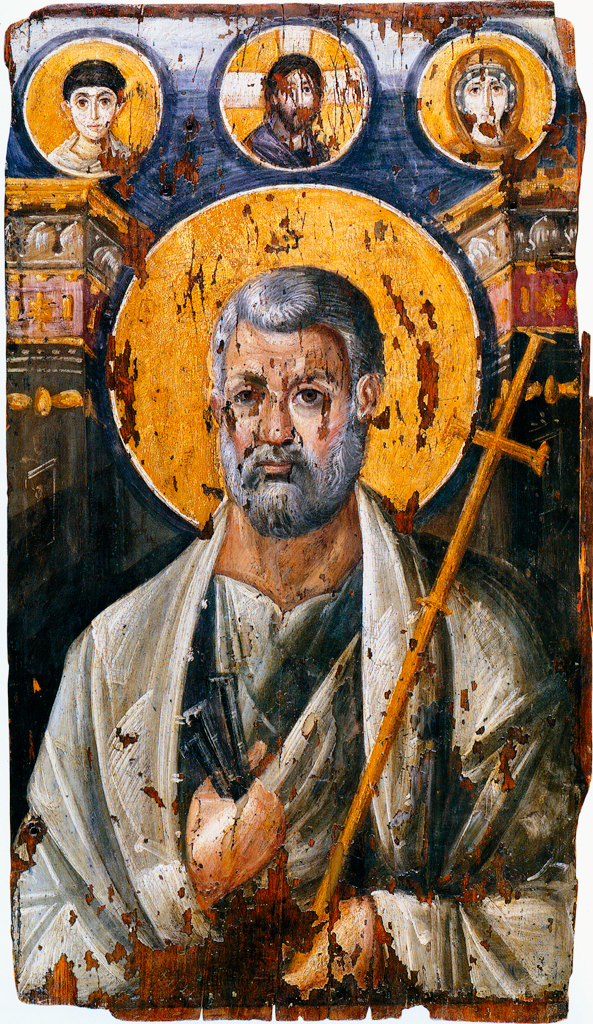
ペトロのイコン（聖カタリナ修道院）

この手紙の冒頭には著者として使徒ペトロの名前がある。しかし、その真正性を巡っては古来疑いを向けられており、第二ペトロ書を真正書簡とする立場を採っていた前田護郎も、「新約中で一番著者が疑われた書物」と位置づけていた。
疑わしいとされる理由のひとつが文体である。この手紙の文体は、『ペトロの手紙一』（以下、「第一ペトロ書」）とも異なり、ヘレニズム的な要素が用語や概念に強く反映されている。また、福音書で描かれているペトロの性格が率直であるのに対し、文体がそれに似つかわしくない勿体ぶったものであることも問題視される。この文体については、回りくどい、技巧的、あるいは装飾が多いなどと評されることもある。前出の前田でさえ、その文体の難点について「新約中翻訳によって美化しうる唯一の書といわれるのも一応無理からぬことである」と認めていた。
それに対して真正書簡と見る側からは、シルワノに口述させた第一ペトロ書と異なり、この第二ペトロ書は自身で直接書いたか、別の筆記者を間に挟んだことで文体の違いが生じたのだろうという反論がある。また、ガリラヤの漁師であったペトロにこのようなヘレニズム色の強い書簡を書けたはずがないという批判についても、旧約聖書のギリシア語訳（七十人訳聖書）から影響を受けた可能性や、交通の要衝でもあったガリラヤならばヘレニズム思想に触れる機会があった可能性、あるいはイエス昇天後の各地での伝道において、その地の人々の用語を利用した可能性などがあるという反論が示されている。
また、福音派からは、著者がペトロの名を騙った別人だとすれば、正しくあることについて述べている内容と矛盾するといった指摘も出されており、広義の真筆説（すなわち秘書が書いた可能性や、ペトロが遺した文書を元に彼を中心とするサークルの指導者がまとめた可能性などまで包含した説）も提示されている。
とはいえ、現代においてペトロの真正書簡と見る側が少数派であること自体は、福音派の『新実用聖書注解』でも認められている。同様の認識は、やはり真正書簡説を採る福音派の『エッセンシャル聖書辞典』でも示されている。また、カトリック教会のフェデリコ・バルバロも真正書簡とする立場だったが、自由主義神学のほとんどの神学者が偽名書簡としていることや、真正書簡としての積極的証明の困難さは認めていた。
なお、偽名書簡と見なす側にも立場の違いはあり、偽名性が露見しないように著者が様々な戦略を練っていたとする辻学のような立場もあれば、ゲルト・タイセンのように、その偽名性は当時の人々にも分かりきったものだったはずとした上で「欺瞞の意図なき公の偽名文書」と位置づける者もいる

## 成立年代
本書自身の記述では、死を目前にしたペトロによって書かれたという（1章14節）。真正書簡と見る場合、これを踏まえて、執筆年代はペトロの殉教直前に置かれる。カトリック教会のフェデリコ・バルバロは66年末もしくは67年初頭と推測し、福音派からは66年頃、67年頃、68年頃などの説が出されている。それらに批判的なリベラル派からは、60年代の成立だとすると、当時の原始教会が厳しい状況に直面していたにもかかわらず、そのような緊迫した印象が文面から読み取れないという指摘がある。
偽名書簡と見る場合、執筆時期の根拠とされる記述はいくつかある。その1つが、3章15節および16節でパウロの手紙が広く読まれているとされている箇所である（後述）。この箇所から本書が成立した時期には、すでにパウロの手紙がまとめられ、旧約聖書のような権威を獲得していたことがわかる。これがパウロの生前に起こっていたとは考えづらいのである。それに対して福音派からは、現在のようなパウロ書簡集ではなく、あくまでも部分的な結集であれば、パウロの生前にもありえたとか、ペトロがパウロ（あるいはその同道者のシルワノなど）との接点を個人的に持っていたことで、パウロ書簡を知りえた可能性などの反論が示されている。
2つ目の点が、3章3・4節のくだり（後掲）で、ここで語られる「先祖」は、イエスを直接知る第一世代のキリスト者を指していると理解される。ゆえに、その人々がすでに死んでかなり経ったものとして語られている以上、ペトロ自身が書いたものとは考えられず、より後の時代の人が書いたと考えられる。福音派からは、あくまでもこの場合の「先祖」は旧約聖書で語られている族長たちと見るべきであって、ペトロの真筆性を否定するものではないなどの反論がある。ペトロの真筆と見ていない論者の中にも、田川建三のように、この「先祖」は「族長」と見るのが正しいとする立場を採っている者もいる。
3つ目の点は時制である。第二ペトロ書はペトロが生きていた時代よりも後に出現する偽教師について批判している。当然、それは未来形で語られ始めるが、次第に現在形になり、最後には完了形になっており、偽教師に直面している同時代人の不徹底な偽装を疑われている。この点、真正書簡と見なす立場からは、一部の未来形はイエスが予言していたことの思い出として語られているという反論がある。
正確な成立時期は不明だが、リベラル派の聖書学者たちからは、2世紀前半から半ば頃とされ、しばしば新約聖書におさめられた諸書の中では本書がもっとも遅い時期に成立したと言われている。
また、2世紀には『ペトロの黙示録』、『ペトロの説教』、『ペトロによる福音書』、『ペトロ言行録』（ペトロ行伝）などのペトロの名を借りた外典が多く執筆された時期であり、この第二ペトロ書も本来それらと同じグループに属する文書と見る速水敏彦のような立場もある。川村輝典も、偽名文書とする根拠の一つに、外典におけるペトロ文書の多さを挙げている。逆に真正書簡と見なしていた前田護郎は、ペトロの名声からすればその名を冠した外典が多いことは不思議ではなく、それだけで同類と見なすべきではないと反論していた。

## 成立地
この手紙は特定の教会を宛先とするものではなく、執筆地に関する情報は乏しい。使徒ペトロ自身の著作と見る場合、自らの殉教が間近に迫っていることを予見していることや第一ペトロ書との関係から、殉教した地であるローマが想定される。
偽名書簡とする場合にはローマ説の根拠が失われるが、代わりとなる有力説があるわけではない。ローマかエジプトの可能性が取りざたされるが、いずれも説得的な根拠はない。

## 宛先
手紙には明瞭な宛先がなく、キリスト教徒全般に向けられている。しかしながら、この手紙が第一ペトロ書の続きであることが仄めかされているため（3章1節）、実質的な手紙の受け手は第一ペトロ書を知っている人々、すなわちその宛先となっていた小アジアの異邦人（非ユダヤ人）キリスト教徒たちが想定される。
偽名書簡とする辻学は、宛先を明記しないのも偽作の戦略と見なしている。というのは、もしも具体的な宛先を指定してペトロの生前に送られたことにすると、宛先として名が挙がった教会にそのような伝承がないことで偽作が露見してしまうからである。辻は、第一ペトロ書との関係が曖昧に叙述されているのも、この点と関係があるとしている。

## 内容
この手紙は全3章で構成され、その執筆目的は、キリストの再臨を嘲笑する人々を批判し、信仰を堅く守り、正しく生きるように勧めるものであったと言われている。

### 構成
小見出しをつけているいくつかの聖書での段落分けを例示しておく。
| 章 | 節    | 新共同訳                   | フランシスコ会訳           | 新改訳                                           | 岩波委員会訳                                         |
| -- | ----- | -------------------------- | -------------------------- | ------------------------------------------------ | ---------------------------------------------------- |
| 1  | 1-2   | あいさつ                   | あいさつ                   | あいさつ                                         | 挨拶                                                 |
| 1  | 3-11  | 神のすばらしい約束         | キリスト者の召し出しと選び | キリストを知る者へのすばらしい約束とその実現の道 | イエスの再臨と栄光の目撃者ペトロが遺言として確証する |
| 1  | 12-15 | 神のすばらしい約束         | キリスト者の召し出しと選び | キリストの威光の目撃者の証言と勧め               | イエスの再臨と栄光の目撃者ペトロが遺言として確証する |
| 1  | 16-21 | キリストの栄光、預言の言葉 | キリストの栄光と旧約の預言 | キリストの威光の目撃者の証言と勧め               | イエスの再臨と栄光の目撃者ペトロが遺言として確証する |
| 2  | 1-22  | 偽教師についての警告       | にせ預言者とにせ教師       | 主を否定するにせ教師たちの出現に関する警告       | 偽教師の出現の予告と彼らへの非難（ユダ書に基づいて） |
| 3  | 1-16  | 主の来臨の約束             | 主の来臨                   | 主の来臨を待ち望む者の生き方                     | 再臨を否定する人々への反証と勧告                     |
| 3  | 17-18 | 主の来臨の約束             | 主の来臨                   | 主の来臨を待ち望む者の生き方                     | 結びの勧告と賛美                                     |

### 第1章
1章冒頭で著者は自らのことを「シメオン・ペトロ」と名乗っている。新約聖書正典の中で使徒ペトロがシメオン（ヘブライ語表現のシモン）と呼ばれるのは『使徒言行録』15章14節のみで、本人の自称としての使用例はない。この「シメオン」という表記について、本書をペトロの真正書簡と見る福音派の倉沢正則は、「本書の信憑性の証拠」「ユダヤ人と異邦人の両方の読者のため」「著者のキリストによる変化を表したもの」という3つの説を例示し、「いずれにしても公的色合いが強い」と結論付けている。他方、ペトロの名を借りた偽名書簡とする立場の辻学は、ペトロ自身が書いたかのように見せかけるためと見なしている。いずれにせよ著者は自らが天に召されるときが近いことを述べ、殉教を前にした遺訓であることを示している（1章13 - 15節）。
著者は第一ペトロ書とも重なり合う徳目表を示している。すなわちそれは「信仰」「徳」「知識」「節制」「忍耐」「信心」「兄弟愛」「愛」である（1章5 - 7節）。この徳目表にはヘレニズム的倫理用語が含まれるが、それをはさむ「信仰」と「愛」が、それらの用語をキリスト教的なものとしている。それらはイエス・キリストの知識を得るために必要なものであり、読者は自らの努力によって、神による「召しと選び」を確実なものとすべきことが示されている。
また、ペトロを名乗る著者は、自らが主イエスの変容の「目撃者」であったことを示す（1章16節）。「目撃者」の原語はギリシアの密儀宗教の用語だが、「作り話」と対置されている。この背後には、イエスの来臨を作り話と見なすような論者との間に存在した議論が想定されている。なお、イエスの変容の「目撃者」であったことは、ペトロの権威にも繋がっている。
1章の最後では「聖書」（この場合はいわゆる旧約聖書）が霊感によって書かれたものであることを述べ、預言者の言葉が神に由来することが示されている。ここから、神の言葉を勝手に解釈することが禁じられている。この点は3章に再び登場する。

### 第2章
2章では旧約聖書の偽預言者の例を引きつつ、偽教師について警告を発している。偽教師は神の啓示を捏造する偽預言者と違って、作り出した偽の教えを広める存在である。その批判の仕方はリベラル派からは「罵詈雑言」などとまで言われることがある厳しいものであり、福音派にも、少なくとも警告の遠慮のなさを認める意見は見られる。
その偽教師への批判においては、旧約聖書の『創世記』に登場するノアやロト、『民数記』に登場するバラム などへの言及が見られる。ただし、その多くは同じ公同書簡に含まれる『ユダの手紙』（以下、「ユダ書」）と共通しており、2章はユダ書3節から16節と非常によく似通っている。似ているとされる箇所を全部対照すると煩瑣になるので、いくつかの箇所のみ抜粋し、比較する。
| 第二ペトロ書2章 | ユダ書 |
| --- | --- |
| 1 しかし、民の間に、にせ預言者が起ったことがあるが、それと同じく、あなたがたの間にも、にせ教師が現れるであろう。彼らは、滅びに至らせる異端をひそかに持ち込み、自分たちをあがなって下さった主を否定して、すみやかな滅亡を自分の身に招いている。2 また、大ぜいの人が彼らの放縦を見習い、そのために、真理の道がそしりを受けるに至るのである。3 彼らは、貪欲のために、甘言をもってあなたがたをあざむき、利をむさぼるであろう。彼らに対するさばきは昔から猶予なく行われ、彼らの滅亡も滞ることはない。 | 4そのわけは、不信仰な人々がしのび込んできて、わたしたちの神の恵みを放縦な生活に変え、唯一の君であり、わたしたちの主であるイエス・キリストを否定しているからである。彼らは、このようなさばきを受けることに、昔から予告されているのである。 |
| 4 神は、罪を犯した御使たちを許しておかないで、彼らを下界におとしいれ、さばきの時まで暗やみの穴に閉じ込めておかれた。 | 6 主は、自分たちの地位を守ろうとはせず、そのおるべき所を捨て去った御使たちを、大いなる日のさばきのために、永久にしばりつけたまま、暗やみの中に閉じ込めておかれた。 |
| 6 また、ソドムとゴモラの町々を灰に帰せしめて破滅に処し、不信仰に走ろうとする人々の見せしめとし、7 ただ、非道の者どもの放縦な行いによってなやまされていた義人ロトだけを救い出された。 | 7 ソドム、ゴモラも、まわりの町々も、同様であって、同じように淫行にふけり、不自然な肉欲に走ったので、永遠の火の刑罰を受け、人々の見せしめにされている。 |
| 12 これらの者は、捕えられ、ほふられるために生れてきた、分別のない動物のようなもので、自分が知りもしないことをそしり、その不義の報いとして罰を受け、必ず滅ぼされてしまうのである。 | 10 しかし、この人々は自分が知りもしないことをそしり、また、分別のない動物のように、ただ本能的な知識にあやまられて、自らの滅亡を招いている。 |
| 15 彼らは正しい道からはずれて迷いに陥り、ベオルの子バラムの道に従った。バラムは不義の実を愛し、16 そのために、自分のあやまちに対するとがめを受けた。ものを言わないろばが、人間の声でものを言い、この預言者の狂気じみたふるまいをはばんだのである。17 この人々は、いわば、水のない井戸、突風に吹きはらわれる霧であって、彼らには暗やみが用意されている。 | 11 彼らはわざわいである。彼らはカインの道を行き、利のためにバラムの惑わしに迷い入り、コラのような反逆をして滅んでしまうのである。12 彼らは、あなたがたの愛餐に加わるが、それを汚し、無遠慮に宴会に同席して、自分の腹を肥やしている。彼らは、いわば、風に吹きまわされる水なき雲、実らない枯れ果てて、抜き捨てられた秋の木、13自分の恥をあわにして出す海の荒波、さまよう星である。彼らには、まっくらなやみが永久に用意されている。 |

こうした一致から、ユダ書との関連が確実視されるが、どのような関連性を見るかは論者によって異なる。有力なのはユダ書を元に第二ペトロ書が書かれたとする見解で、その根拠としてはユダ書が偽典であるエノク書などからも明瞭に引用しているに対し、第二ペテロではそのような箇所がないことが挙げられる。つまり、正典性を厳格に考えた第二ペテロがあえてその箇所に修正を施したと考える方が、逆の可能性を考えるよりも自然だからである。また、第二ペトロ書では題材の順序を救済史に沿って整理していることも読み取れる。
他方、ペトロの真正書簡と見る立場では、ユダ書の成立はペトロの殉教よりも後と推測されるために、第二ペトロ書を元にユダ書が書かれたと考えられている。
このほか、共通の伝承などに基づいて書かれたものであって、一方が他方を元にしたという関係ではないという説もあり、中でも田川建三は、そっくりといわれる第二ペテロ書2章1節から3章3節までとユダ書の並行箇所が、単語・表現レベルで見た場合には13.4%しか一致していないことなどを根拠に、一方が他方を引き写したと見ることを強く批判している（単語で見たときに共通するのは24 %という計算もある）。かつてアンカー・バイブルの該当する巻も同様の見解を採っていたが、ユダ書を元に第二ペトロ書が書かれたと考えていたヴィリー・マルクスセンは、アンカー・バイブルの注解に対し、問題を無闇に複雑化するものとして批判していた。
なお、ここで批判されている偽教師は、貪欲、放縦など、不品行な存在として描かれているが、これらは論敵を描写する紋切り型の表現であって、どの程度実態を反映しているかを疑問視する意見もある。

### 第3章
第3章ではいわゆる「終末の遅延」の問題が扱われている。福音書に伝えられているイエスの言葉には、終末が間近に迫っていると理解できるものがあった。また、パウロも終末が間近に迫っているものと考えていた。例えば、『テサロニケの信徒への手紙一』にはこうある。
つまり、パウロの手紙には彼の生前に再臨があると読める箇所があるものの、パウロが没しても終末は来なかった。また、ユダヤ人たちの間にはエルサレム神殿が崩壊するときが終末の到来という認識もあったが、西暦70年に神殿が破壊されても終末は来なかった。
こうした状況の中、「あざける者」すなわち偽教師たちが、再臨を否定する言説を展開し、教会に対し分裂の危機をもたらした。それに対する反論が第3章の主眼である。少し長くなるが、中心的な箇所を引用しておこう。
著者はまず終末を否定するものの出現はそれ自体が終末の徴であるとする。そして、「あなたの目の前には千年も過ぎ去ればきのうのごとく、夜の間のひと時のようです」（『詩篇』90章4節）などを念頭に置きつつ、神は人間の時間概念では捉えられないことを示す。そして、新約正典の他の文書にも見られる盗人の喩えを引き合いに出しつつ、いつ来てもよいように「きよく信心深い」生活をすることが勧められており、それこそが再臨を「早める」ことになるのだと説かれている。
ここで注意すべきは、著者は終末の到来を先送りすることに力点を置いているのではなく、偽教師たちがいつまでも来ないと揶揄した終末が、自分たちの間近に迫っているという期待を表明することにあったという点である。そして、その終末への希望は、後のキリスト教徒たちが迫害に耐えて信仰を固守する根拠となった。
こうした認識とあわせ、3章15・16節ではパウロ書簡への言及がある。これは新約聖書正典の編纂がまだ行われていなかった時期にあって、「ほかの聖書」（旧約聖書）とパウロ書簡を同格のものとして扱った最初の例である。ただし、それが何時のことかとなると、前述のように成立年代を巡って議論がある。
15節で言及されているパウロ書簡については、『ローマの信徒への手紙』（ローマ書）2章4節ではないかと、しばしば指摘されている。
「どの手紙にも」とあるように、ほかに『コリントの信徒への手紙一』、『コリントの信徒への手紙二』、『テサロニケの信徒への手紙一』、あるいは『エフェソの信徒への手紙』『コロサイの信徒への手紙』などとの関連を指摘する意見もある。
ここで手紙の著者はパウロ書簡について「ところどころ、わかりにくい箇所も」あると紹介している。福音派の『BIBLE navi』（ライフ・アプリケーション・スタディ・バイブルの日本語版）は、ペトロがパウロを評価しつつ、そのメッセージを歪めて解釈している偽教師たちを批判しているのだと説明している。カトリック教会の側でも、フェデリコ・バルバロはほぼ同様に注解していた。これらに対し、従来の翻訳自体がパウロ擁護の観点から不適切なものになっていたと批判する田川建三は、ここではパウロ書簡自体が分かりづらいものとして扱われており、しかも、その場合の「わかりにくい」は内容に賛同できないことの婉曲表現（「私には理解できない」の類）であるとした。なお、前田護郎もこの箇所をパウロ書簡への批判と理解していたが、彼は自由な批判が許されたのは正典化が進むよりも古い時点にこそ似つかわしいとして、第二ペトロ書を真正書簡と見なす論拠の一つとしていた。
いずれにせよ、ここでパウロ書簡が持ち出されているのは、その解釈を巡る対立があったからだろうと推測されている。リベラル派の認識では、前述のようにパウロ書簡には終末がすぐにでも来るかのように述べていた箇所があり、偽教師のような解釈も可能だったため、その解釈を正す必要に迫られたのだろうとされている。そこで持ち出されたのが1章の「聖霊」だが、それだけでは偽教師とも水掛け論になる（向こうも聖霊によっていると主張する）ので、主の変容を目撃していたペトロの権威が必要とされたのだという。つまり、ここでは神学的な議論の深化は見られず、権威や伝統といったものだけを根拠に正統性が示されている。小林稔はその評価を読者に委ねているが、ゲルト・タイセンや上村静はこれを、ペトロの権威を以って一方的な解釈を押し付けるものと評している。

## 正典化への流れ

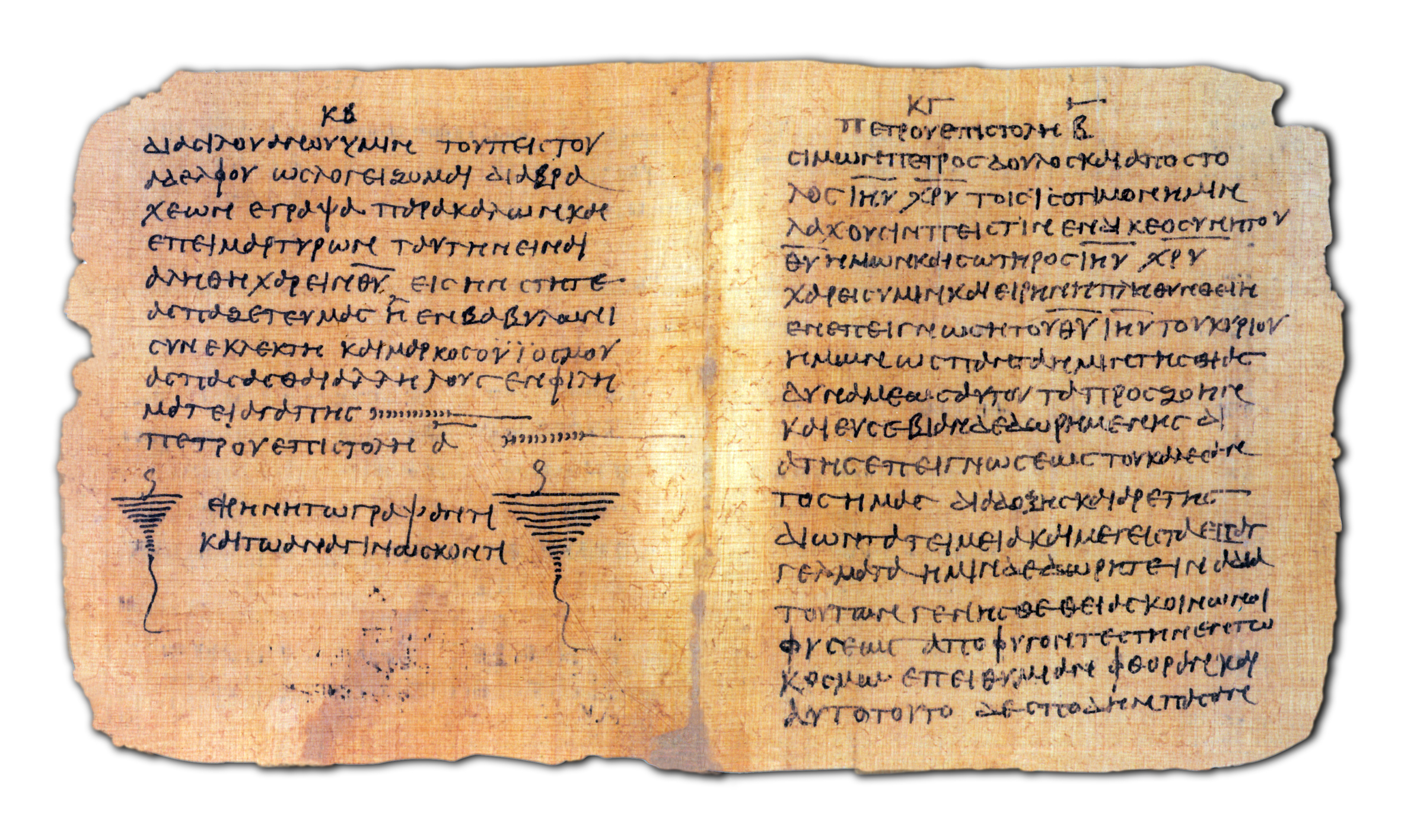
第二ペトロ書を含むものとしては最古の写本「パピルス72」

第二ペトロ書を正典とするかどうかは、古くから多くの議論があり、正典に組み込まれたのは最も遅かった。ローマのクレメンスやポリュカルポスといった使徒教父の文献には第二ペトロ書への言及は見られない。また、エイレナイオスやテルトゥリアヌスが正典と認めた文書の中に第二ペトロ書は挙げられていなかった。さらに、いわゆる『ムラトリ正典目録』（2世紀末から3世紀初頭）でも挙げられておらず、ラテン教会は4世紀半ばまでこの手紙を知らなかったと言われている。
現存する最古の写本は3世紀初頭のパピルス72である。第二ペトロ書に最初に言及したのはオリゲネス（253年歿）とされるが、「疑わしいもの」として扱う立場であった。エウセビオスもまた、議論のある書として否定的に言及している。
363年のラオディキア会議では正典として認められたとされ、この判断はアレクサンドリアのアタナシオスの『第三十九復活祭書簡』（367年）、ヒッポ会議（393年）、カルタゴ会議（397年）などでも堅持された。ヒエロニムス（420年歿）の場合、疑う学者の多さに言及しつつも、正典性は認めていた。4世紀にはエルサレムのキュリロス、ナジアンゾスのグレゴリオス、ヒッポのアウグスティヌスらも正典と認めていた。
シリア地方の教会で受け入れられたのは6世紀初頭以降のことであったが、東方でもトゥルルス会議（692年）で正典であることが認められている。その後、カトリック教会では、16世紀のトリエント公会議で正典であることが確定した。同時代のマルティン・ルターは正典に含まれる一部の文書に否定的評価を下したが、その中に第二ペトロ書は含まれていなかった。ただし、最重要の文献に比べて一段落ちるとしていた。他方で、デジデリウス・エラスムスやジャン・カルヴァンは真正性を疑問視した。

## 現代における受容

### 聖書信仰において
福音派の『エッセンシャル聖書辞典』および『BIBLE navi』では、1章3節が主題あるいは中心聖句とされている。
また、『BIBLE navi』では、第二ペトロ書の警告は偽預言者や偽教師が多くはびこる現代にも向けられているとされ、キリストの知識や神の言葉と合致しないことを主張する者たちを退けるべきと呼びかけられている。また、福音派の新聖書講解シリーズにおいても、第二ペトロ書は「不確実性の時代」に生きる我々が「どうすればこの時代で成長し、強靭さを身につけて、希望に輝いて前進できるか。その答を提供してくれる」ものと位置づけられていた。

### 歴史理解において
自由主義神学を中心に、その思想に対する否定的評価も見られる。ギュンター・ボルンカムは「この手紙が弁護している終末論は、どちらかと言えば、神学的に消化することをしていない、正統的教説のひとかけらの様相を呈しており、この意味内容の点でも（略）ずれていて、もはや生ける信仰を証ししてはいない」と評した。ヴィリー・マルクスセンは「著者はまったく敵対者とかみ合わない話をしているだけでなく、自分自身の考えの中で終末論と歴史とを互いに関連付けることにも成功していない」と評した。塚本虎二は諸論者の評価から、「新約中最も新しく、また最も正典たる資格なし」、（第一ペトロ書が生花なら）「本書は造花」、「他書からの引用を除けば何が残るか」といった酷評を紹介していた。小塩力も、岩波新書の概説書において、第一ペトロ書に比べて「信仰思想的な価値」がやや劣るものとして、第二ペトロ書の概説は割愛していた。
他方で、この手紙は「来臨」概念の過渡期を示している。というのは、もともと来臨とは将来のみを対象とするものであったが、のちに最初の来臨と未来の来臨（つまり再臨）が区別される。しかし、この手紙は来臨を現代のようにイエスの受肉と解釈せずに山上の変容と位置づけているからである。小林稔は、当時の論争と正典化の一段階に関する歴史的証言として評価している。小林はまた、かつて老いていく肉体が人の弱さの象徴であると認識されており、再臨における救済がその肉体を伴う霊肉不可分の復活とされていることを踏まえ、第二ペトロ書が強調する再臨の思想からは「弱者を切り捨てない」という現代に繋がるメッセージも読み取りうると指摘した。

### 通俗的なキリスト教批判として
ベストセラー『ノストラダムスの大予言』シリーズの著者である五島勉は、シリーズ最終巻で第二ペテロ書の第3章3節から12節を引用し、これが聖書に描かれた「世界破滅へのリアルな警告」の「恐怖の頂点」であると紹介した。
これに対して聖書学者の浅見定雄は聖書の曲解であると批判した。まず、浅見が指摘したのは、五島の不適切な引用の仕方である。五島はあたかも忠実な引用であるかのように、省略を示すしるしを一切記載せずに3節から12節を引用しているが、実際には12節の「極力、きよく信心深い行いをしていなければならない」（口語訳）にあたる箇所を省いている。しかも、13節以下も略すことで、信心深い生活への勧めという本来のニュアンスが読み取れないようになっているのである。また、五島はこれを聖書の約3分の1にわたる世界破滅への警告の例として紹介したが、浅見は、五島が引用した第二ペテロ書のくだりは、同文書の約4000字のうちの100字余りに過ぎず、他の文書の登場箇所とあわせても3分の1などということはないと、その歪曲の仕方を批判した。